# Азаматово (Матвієвський район)
Азама́тово (рос. Азаматово) — село у складі Матвієвського району Оренбурзької області, Росія.

## Населення
Населення — 184 особи (2010; 188 у 2002).
Національний склад (станом на 2002 рік):
- татари — 93 %